# 143e régiment d'infanterie (4e régiment d'infanterie bas-alsacien)
Pour les articles homonymes, voir 143e régiment.
Le 143e régiment d'infanterie (4e régiment d'infanterie bas-alsacien) est une unité d'infanterie de l'armée prussienne.

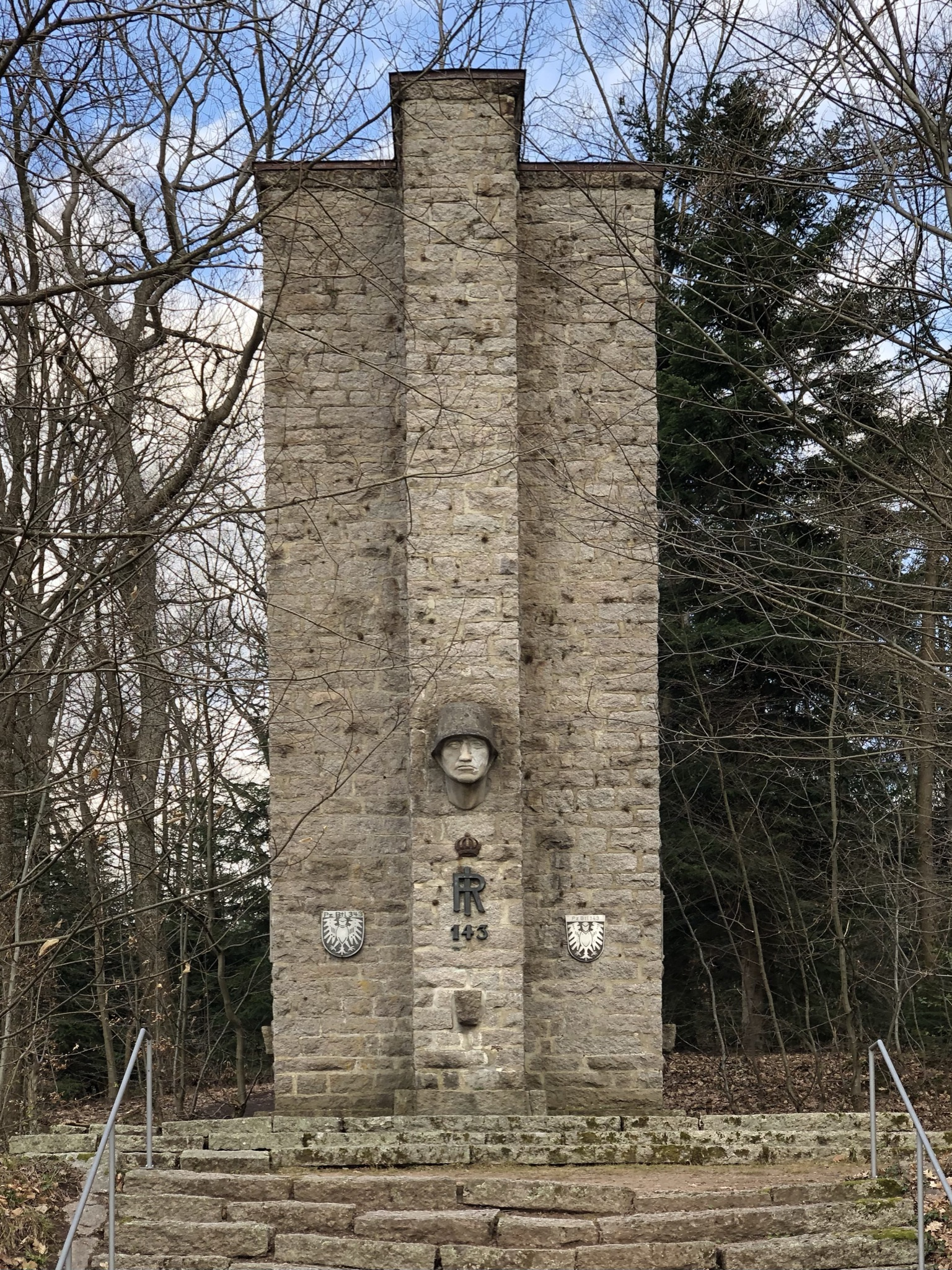
Monument aux morts du régiment au château de Windeck

## Histoire
La formation est créée le 1er avril 1890 à partir des 4e bataillons des 17e, 80e et 83e régiments d'infanterie. La garnison se trouve à Strasbourg, le 3e bataillon à Kehl jusqu'en 1897, puis à Mutzig. Ce 3e bataillon est prévu comme équipage d'alerte pour la forteresse de l'empereur Guillaume II.
Le 2 octobre 1893, un demi-bataillon est créé sous le nom de 4e bataillon. Avec le 99e régiment d'infanterie (de), il forme la 60e brigade d'infanterie appartenant à la 30e division d'infanterie.
Le 27 janvier 1902, Guillaume II donne l'ordre à l'armée d'élargir le nom des unités qui n'ont pas encore d'appellation militaire afin de les distinguer et d'établir une tradition. Le régiment porte donc à partir de cette date la dénomination de 143e régiment d'infanterie.
Le 1er octobre 1912, le régiment reçoit une compagnie de mitrailleuses.

### Révolte des boxers
À l'occasion de la répression de la révolte des Boxers, 143 officiers et hommes se sont portés volontaires pour servir dans le corps expéditionnaire en Chine.

### Première Guerre mondiale
Le régiment se mobilise le 1er août 1914 et part pour le front occidental, où il est engagé pendant toute la guerre.

### Après-guerre
Après la fin de la guerre, le régiment ne peut pas retourner à ses bases dans l'Alsace-Lorraine. Il sert de garde-frontière dans le Westerwald après le retour en Allemagne dans la première quinzaine de décembre 1918. À partir du 25 décembre 1918, les restes de l'unité arrivent à  Hersfeld, où la démobilisation a lieu à partir du 31 décembre 1918 et où le régiment est finalement dissous le 1er avril 1919. Avant la démobilisation, une partie du régiment a déjà rejoint le bataillon de volontaires "Petri" et le détachement de volontaires "Gerstenberg".
La tradition est reprise dans la Reichswehr par la 12e compagnie du 12e régiment d'infanterie par décret du 24 août 1921 du chef du commandement général de l'armée de l'infanterie Hans von Seeckt.

## Commandants
| Grade          | Nom                    | Date                               |
| -------------- | ---------------------- | ---------------------------------- |
| Oberst         | Gustav Mache           | 1er avril 1890 au 27 juillet 1892  |
| Oberst         | Oskar Wallmüller (de)  | 28 juillet 1892 au 17 avril 1896   |
| Oberst         | Guido von Frobel       | 18 avril 1896 au 17 août 1898      |
| Oberst         | Karl Kuehne            | 18 août 1898 au 17 octobre 1901    |
| Oberst         | Heinrich Krebs         | 18 octobre 1901 au 18 juin 1902    |
| Oberst         | Rudolf von Wegener     | 19 juin 1902 - 3 septembre 1906    |
| Oberst         | Gustav Küchler         | 4 septembre 1906 au 14 juin 1907   |
| Oberst         | Georg Fuchs            | 15 juin 1907 - 20 avril 1911       |
| Oberst         | Theodor Mengelbier     | 21 avril 1911 au 26 janvier 1914   |
| Oberst         | Walter von Petersdorff | 27 janvier - 24 septembre 1914     |
| Oberstleutnant | Friedrich Linker       | 25 septembre au 8 novembre 1914    |
| Oberstleutnant | Paul Bode              | 9 novembre 1914 au 30 mai 1915     |
| Oberstleutnant | Hermann Pinter         | 31 mai 1915 au 11 mai 1916         |
| Oberstleutnant | Heinrich von Dalwigk   | 12 mai au 15 octobre 1916          |
| Oberstleutnant | Ulfert                 | 16 octobre 1916 au 23 janvier 1919 |
| Oberst         | Adolf von Kühn         | 24 janvier au 1er avril 1919       |